# Il destino di Camelot
Il destino di Camelot è il terzo libro della nuova serie "Io Lancillotto" scritta da Jack Whyte.
Continua la storia del giovane Clothar per diventare il leggendario cavaliere di Artù.

## Trama
Quando Clothar il Franco era giunto in Britannia, quattro anni prima, non pensava che Artù, il guerriero con cui aveva duellato ferocemente, sarebbe diventato il suo re, il suo migliore amico, il fedele compagno di mille battaglie. Invece da quel lontano giorno d'estate non si era mai separato da lui, se non per affrontare i nemici del regno di Camelot. Insieme, i due guerrieri avevano realizzato un sogno, avevano costituito un ordine, i cavalieri della Tavola Rotonda, uomini d'arme addestrati non a combattere per se stessi e per il proprio esercito, ma a morire per l'ideale di pace della loro terra. Ora, però, un nuovo imminente pericolo minaccia l'unità del regno: un feroce condottiero sta guidando le tribù dei Sassoni verso le terre di Connlyn, devastando tutto ciò che trova. Spetta a Clothar, che, grazie alla sua abilità con la lancia, ha ormai preso il nome di Lancillotto, raggiungere le desolate regioni del nord e sbaragliare il nemico con un pugno di uomini ben armati. Ma dopo questa vittoria dovrà lasciare la Britannia; partire per dimenticare la bella Elaine, il suo primo amore, e per compiere il suo destino di cavaliere. Perché questo viaggio lo condurrà in Bretagna, sulla strada verso casa, quella casa che non ha mai visto, quel regno che gli è stato strappato quando era ancora in fasce, e che gli spetta di diritto. Questa volta Lancillotto si troverà da solo ad affrontare i fantasmi del suo passato e a realizzare la vendetta che attende da sempre.

## Edizioni
- Jack Whyte, Il destino di Camelot, traduzione di Dusi A., Piemme, 2007,  p. 444, ISBN 88-384-5492-2.